# RED MOTION
「RED MOTION」是韓國的女子樂團和舞蹈團體AOA的第4張單曲。於2013年10月15日發行。唱片公司為FNC Entertainment。

## 概要
- 「RED MOTION」是AOA的第3張單曲，連同AOA Black的單曲「MOYA」，此單曲通算為第4張單曲。
- 《動搖（Confused）》為此單曲專輯的主打曲目，
- 此單曲只有舞蹈團體成員參與演唱，有慶並沒有參與。

## 收錄內容
1. 動搖（Confused）（흔들려）
4th單曲「RED MOTION」主打曲目
2. 你的我的（니꺼 내꺼）